# داستان آمریکایی
داستان آمریکایی (به انگلیسی: American Fiction) فیلم کمدی-درام آمریکایی محصول ۲۰۲۳ به نویسندگی و کارگردانی کورد جفرسون است. این فیلم بر پایه رمان پاک کردن نوشته پرسیوال اورت در سال ۲۰۰۱، روایتگر داستان‌نویس و پروفسور سیاه‌پوست سرخورده‌ای است که در اقدامی هجوآمیز، کتابی بر اساس کلیشه‌های عجیب و رایج «سیاه» می‌نویسد تا بلکه شانسی برای انتشار و کسب شهرت و تحسین داشته باشد. جفری رایت، تریسی الیس راس، ایسا رای و استرلینگ کی براون در این فیلم نقش‌آفرینی کرده‌اند.
داستان آمریکایی نخستین تجربه کارگردانی بلند جفرسون به‌شمار می‌رود. این فیلم برای اولین بار در ۸ سپتامبر ۲۰۲۳ در جشنواره بین‌المللی فیلم تورنتو به نمایش درآمد و در آنجا برنده جایزه بهترین فیلم از نگاه مردم شد. اوریون پیکچرز این فیلم را از ۱۵ دسامبر ۲۰۲۳ به صورت محدود و از ۲۲ دسامبر ۲۰۲۳ به صورت گسترده اکران کرد. داستان آمریکایی از سوی انستیتوی فیلم آمریکا، یکی از ۱۰ فیلم برتر سال نام گرفت و برنده جایزه اسکار بهترین فیلم‌نامه اقتباسی شد.

## داستان
تلونیوس «مانک» الیسون، نویسنده و استادی سیاه‌پوست و نخبه در لس‌آنجلس است. رمان‌های او مورد تحسین دانشگاهیان قرار می‌گیرند اما فروش پایینی دارند. ناشران آخرین دست‌نوشته‌اش را به دلیل «به اندازه کافی سیاه نبودن» رد می‌کنند. به دلیل رفتار تندش با دانشجویان در موضوعات نژادی، از دانشگاه مرخصی اجباری می‌گیرد و به او پیشنهاد می‌شود در سمینار ادبی زادگاهش، بوستون، شرکت کند. در سمینار، پنل او خلوت است، برخلاف مصاحبه شلوغ سینتارا گلدن، نویسنده‌ای که رمان پرفروشش پر از کلیشه‌های سیاه‌پوستان است.
مانک در بوستون با مادرش اگنس، که بیماری آلزایمر دارد، و خواهرش لیزا، پزشک، شام می‌خورد. لیزا هنگام نوشیدن با مانک دچار حمله قلبی مرگبار می‌شود. برادر جداافتاده‌شان، کلیف، جراح پلاستیک که تازه طلاق گرفته و همجنسگرایی‌اش را علنی کرده، در مراسم خاکسپاری لیزا حاضر می‌شود اما به مواد مخدر و روابط گذرا اعتیاد دارد. مانک با کورالین، وکیلی که در همسایگی خانه ساحلی مادرش زندگی می‌کند، آشنا شده و رابطه‌ای عاشقانه آغاز می‌کند.
از موفقیت سینتارا و هزینه‌های مراقبت از مادرش خسته شده، مانک رمانی طنز به نام مای پافولوژی می‌نویسد که کلیشه‌های ادبی مورد انتظار از نویسندگان سیاه‌پوست را مسخره می‌کند: داستان‌های دراماتیک، پدران بی‌مسئولیت، خشونت باندها و مواد مخدر. با تحقیر آن را به ناشران می‌فرستد اما با پیشنهاد پیش‌پرداخت ۷۵۰٬۰۰۰ دلاری شوکه می‌شود و برای هزینه‌های مادرش آن را می‌پذیرد. ایجنتش، آرتور، او را متقاعد می‌کند که با هویت جعلی «استگ آر. لی»، یک فراری، ظاهر شود تا آبرویش حفظ شود. به عنوان استگ، تهیه‌کننده‌ای به نام ویلی به او پیشنهاد ساخت فیلم می‌دهد. برای خراب کردن قرارداد، مانک عنوان فیلم را به فاک تغییر می‌دهد اما ناشران می‌پذیرند. مانک برای قضاوت در جایزه ادبی نیوانگلند دعوت می‌شود و متوجه می‌شود سینتارا، یکی از داوران، دیدگاه‌های مشترکی با او دارد.
اگنس به آسایشگاهی گران‌قیمت منتقل می‌شود اما سازگار نمی‌شود. کلیف پس از توهین همجنسگراستیزانه اگنس، بوستون را ترک می‌کند. کتاب فاک پرفروش می‌شود و مانک متعجب و شرمنده است. ناشرش فاک را برای جایزه ادبی ارسال می‌کند و مانک مجبور می‌شود رمان خودش را قضاوت کند. کورالین از فاک لذت برده و این منجر به بحث و جدایی‌شان می‌شود. داوران سفیدپوست از فاک تعریف می‌کنند اما سینتارا آن را کلیشه‌ای می‌داند. مانک هم از کتاب سینتارا انتقاد می‌کند. سینتارا پاسخ می‌دهد که برای کتابش تحقیق کرده و تنها به نیاز بازار پاسخ داده است.
در روز عروسی خدمتکار خانواده، لورین، مانک کلیف را در خانه ساحلی اگنس با دو مرد دیگر می‌یابد اما لورین از حضور او خوشحال است. در مراسم، مانک و کلیف دربارهٔ خودکشی پدرشان صحبت می‌کنند و کلیف او را تشویق می‌کند که اجازه دهد دیگران او را کامل دوست داشته باشند.
در مراسم جایزه، فاک برنده می‌شود. مانک روی صحنه می‌رود و می‌خواهد اعترافی کند اما فیلم قطع می‌شود. معلوم می‌شود این وقایع، فیلمنامه‌ای است که مانک بر اساس تجربیاتش برای شرکت ویلی نوشته، به عنوان جایگزینی برای اقتباس فاک. در واقعیت، مانک بی‌سروصدا مراسم را ترک کرده و همچنان از کورالین جدا مانده است. ویلی فیلمنامه را دوست دارد اما پایان مبهم آن را نمی‌پسندد.
مانک پایانی پیشنهاد می‌کند که در آن از مراسم فرار کرده و از کورالین عذرخواهی می‌کند اما ویلی آن را زیادی رمانتیک می‌داند. سپس مانک پایانی پیشنهاد می‌دهد که پلیس، به اشتباه فکر کند او مجرم است و در مراسم به او شلیک کند. ویلی این پایان را دوست دارد و فیلم وارد تولید می‌شود. مانک با کلیف از محل فیلمبرداری دور می‌شود، در حالی که با بازیگری که نقش برده را بازی می‌کند، نگاه معناداری رد و بدل می‌کنند.

## بازیگران
- جفری رایت
- تریسی الیس راس
- ایسا رای
- استرلینگ کی براون
- جان اورتیز
- اریکا الکساندر
- آدام برودی
- لزلی اوگامس
- میرا لوکرتیا تیلور
- آکیریته اونادوان
- کیث دیوید
- ریموند آنتونی توماس
- میریام شر
- جی. سی. مک‌کنزی
- پاتریک فیشلر
- مایکل سیریل کریتون